# Cantó de Vaugneray
El cantó de Vaugneray (en francès canton de Vaugneray) és una divisió administrativa francesa del departament del Roine, situat al districte de Villefranche-sur-Saône. Té 18 municipis i el cap és Vaugneray.

## Municipis
- Aveize
- Coise
- Duerne
- Grézieu-le-Marché
- La Chapelle-sur-Coise
- Larajasse
- Meys
- Pollionnay
- Pomeys
- Rontalon
- Saint-André-la-Côte
- Sainte-Catherine
- Sainte-Consorce
- Saint-Martin-en-Haut
- Saint-Symphorien-sur-Coise
- Thurins
- Vaugneray
- Yzeron

## Consellers generals i departamentals
| Data d'elecció                           | Identitat       | Partit           | Qualitat |
| ---------------------------------------- | --------------- | ---------------- | -------- |
| 1945-1962                                | Armand Haour    | Divers droite    |          |
| 1962-1982                                | Jean Villard    | CD, després UDF  |          |
| 1982-2015                                | Georges Barriol | RPR, després UMP |          |
| les dades anteriors no són pas conegudes |                 |                  |          |

| Data d'elecció | Identitat      | Partit | Qualitat |
| -------------- | -------------- | ------ | -------- |
| 2015-          | Claude Goy     | UDI    |          |
| 2015-          | Daniel Jullien | UDI    |          |